# Lito
Probablemente del francés liteau (listón) no se encuentra en el diccionario español.
El Lito es un paño blanco o de color que usan los camareros para servir los platos a los comensales. Suele ser de utilidad para resguardar la mano del calor que desprenden algunos platos, así como para limpiar pequeñas manchas o imperfecciones antes de servirlos. También puede ser empleado para servir bebidas como vino o cava, enrollándolo en las botellas por si caen gotas evitar que manchen el mantel de la mesa. Suele llevarse elegantemente enrollado en la muñeca izquierda, y cuando se ensucia se cambia por uno limpio o se dobla, procurando que las partes sucias queden cubiertas, a modo de alargar un poco más la vida del paño hasta su próximo lavado.